# 関義
関 義（せき ただし／よし、1914年7月12日 - 没年不明）は、フランス文学者、翻訳家。
神奈川県生まれ。1933年アテネ・フランセ卒業。国立国会図書館司書。エミール・ゾラなどフランスの文学を翻訳した。

## 著書
- 『展覧会の絵』前衛社 1971

### 翻訳
- Tinh Thuc-oanh,Maguerite Triare共著『安南の結婚 仏印長篇小説』興亜日本社、1942
- シャルル・プルニエ『醜女の日記』ダヴィッド社 1952 のち新潮文庫
- モーリス・テスカ『女性に関する十五章』筑摩書房 1952
- シモーヌ・テリー『ソヴェト紀行』谷長茂共訳 1953 (青木文庫)
- マルセル・エドリック『子供たちは見ている』ダヴィッド社 1953
- ルイ・アラゴン『お屋敷町』新潮社(現代フランス文学叢書)　1954
- ジャン・ラフイット『黄水仙をつみに帰ろう』1954 (青木新書)
- エミール・ゾラ『ナナ』安東次男共訳 青木書店 1955
- ヴォルムセール『歴史のなかの女性』柾木恭介共訳 青木書店 1955-1956
- アラゴン『スタンダールの光』小林正・柾木恭介・南条彭宏、渡辺一民共訳 青木書店 1956
- アラゴン『現実世界』全5巻 新潮社 1956
- エミール・ゾラ『居酒屋』安東次男共訳 青木書店 1956 のち単独訳で旺文社文庫
- ブルデル『ロダン』清水多嘉示共訳 筑摩書房 1956
- アラゴン『バールの鐘』新潮社 1957
- J.ポール・クレベール『ブロックハウス』宮川徳照共訳 文芸評論新社 1958
- コレット『パリのクローディーヌ』1958 角川文庫
- イヴ・テリオ『イヌイト(にんげん) エスキモーアガグークのロマン』理論社 1960
- アンドレ・スービラン『女医ソヴァージュの日記』冬樹社 1965
- モーパッサン『女の一生』金園社 1969
- ラファイエット夫人『クレーヴの奥方』1969 (旺文社文庫)